# Guy Beaujouan
Guy Beaujouan (* 23. Juni 1925 in Orléans, Département Loiret; † 5. Oktober 2007 in Paris) war ein französischer Wissenschaftshistoriker. Er forschte vor allem zur Geschichte der mittelalterlichen Arithmetik und zur Wissenschaft des späten Mittelalters und der Renaissance in Spanien. Von 1963 bis 1993 hatte er den Lehrstuhl für Geschichte der Wissenschaften im Mittelalter an der École pratique des hautes études (EPHE) inne.

## Leben und Wirken
Beaujouan war der Sohn eines höheren Beamten in der Postverwaltung. Er litt seit seiner Geburt an einem schweren Augendefekt und musste sich während seiner Kindheit und Jugend mehreren Operationen unterziehen, was ihn später jedoch nicht hinderte, schwer zu entziffernde Manuskripte zu lesen. Er besuchte das Lycée in Angers (Département Maine-et-Loire) und studierte an der École nationale des chartes, wo er 1947 das Diplom als Paläograph und Archivist erhielt. Seine Abschlussarbeit über die Geschichte der Arithmetik im Mittelalter wurde mit einem Preis ausgezeichnet. Anschließend wurde er als Konservator im französischen Nationalarchiv angestellt, zunächst in der zeitgeschichtlichen Abteilung. Von 1950 bis 1952 hatte er als Mitglied der École des hautes études hispaniques einen Forschungsaufenthalt in der Casa de Velázquez in Madrid. Dann kehrte er zu seiner Tätigkeit im Nationalarchiv zurück, wechselte aber in die Abteilung für Dokumente aus der Revolutionszeit und dem 19. Jahrhundert (Section moderne). Parallel zu diesem Hauptberuf befasste er sich weiter mit der mittelalterlichen Wissenschaftsgeschichte, vor allem in Spanien. Ab 1956 hatte er einen Lehrauftrag in der historisch-philologischen Sektion der Ecole pratique des hautes études (EPHE), deren Diplom er 1960 mit einer Dissertation über wissenschaftliche Manuskripte der Universität Salamanca aus dem 14. und 15. Jahrhundert erhielt.
Ab 1959 war er zunächst nebenberuflich (als attaché de recherche) am Centre national de la recherche scientifique tätig, wohin er im Folgejahr hauptamtlich (als chargé de recherche) wechselte. 1963 wurde er als Directeur d’études an die École pratique des hautes études (EPHE) berufen, wo er bis zu seinem Eintritt in den Ruhestand 1993 den Lehrstuhl für Geschichte der Wissenschaften im Mittelalter innehatte.
Schwerpunkte seiner Forschung waren die Geschichte der mittelalterlichen Arithmetik, die Lehre des quadrivium (Arithmetik, Geometrie, Musik und Astronomie); die Wissenschaften in Spanien am Übergang vom Mittelalter zur Renaissance; sowie die Beziehung zwischen wissenschaftlicher Theorie und Praxis im Mittelalter. Er erfasste vor allem die in Spanien aufbewahrten wissenschaftlichen Manuskripte und konnte auch Werke erschließen, die zuvor als verloren galten (etwa Nikolaus von Oresmes Kommentar zur Physik von Aristoteles) oder unbekannt waren (wie die autographen Notizen Johannes de Muris’ zu seinen Beobachtungen).
Er war korrespondierendes Mitglied der Königlichen Akademie für Geschichte in Madrid und der Königlichen Akademie der schönen Literatur in Barcelona. Beaujouan war von 1989 bis 1997 Vizepräsident der Académie internationale d’histoire des sciences.

## Ehrungen
- Chevalier der Ehrenlegion
- Kommandeur der Palmes académiques
- Chevalier des Arts et des Lettres.
- 2005 Koyré-Medaille.

## Schriften (Auswahl)
- Manuscrits scientifiques médiévaux de Salamanque. 1962.
- Médecine humaine et vétérinaire à la fin du moyen âge. 1966.
- La Science en Espagne aux XIVeet XVe siècles. 1967.
- Astronomie dans la péninsule ibérique à la fin du moyen âge. 1969.
- Par raison de nombres. 1991.
- Science médiévale d’Espagne et d’alentour. 1992.